# Friedrich Köhne
Johannes Friedrich Köhne (auch: Frederick Kohne), (* 30. März 1757 in Rheda, Herrschaft Rheda Westfalen; † 26. Mai 1829 in Philadelphia, Pennsylvania, USA) war ein deutsch-US-amerikanischer Kaufmann.

## Familie
Friedrich Köhne war jüngster Sohn des Lohn- und Handelsherren Johannes Köhne und seiner Ehefrau Maria Walburg Aschoff. Im Mai des Jahres 1807 heiratete er Eliza (Elisabeth) de Neufville (1767–1852), die einzige Tochter des John de Neufville und der Elisabeth Moore, einer Hugenottenfamilie aus Charleston. Die Ehe blieb kinderlos.

## Leben
Im Jahre 1780 wanderte Friedrich Köhne im Alter von 23 Jahren nach Amerika aus und nannte sich von nun an Frederick Kohne. In Charleston, South Carolina, begann er zunächst als kaufmännischer Angestellter. Als Kaufmann im Überseehandel mit den europäischen Ländern brachte er es in der Folgezeit zu erheblichem Wohlstand und großem Vermögen, so dass er sich 1807 mit 50 Jahren zur Ruhe setzen konnte. In Philadelphia besaß er neben diversen Lagerhäusern ein großes Herrenhaus in der Chestnut Street, welches er im Jahre 1819 bauen ließ und wo das Ehepaar regelmäßig die Sommermonate verbrachte. In Charleston hatten sie einen Wintersitz. Ferner besaß Köhne einen Landsitz nahe der Stadt Philadelphia in der Turner’s Lane.
Kohne vermachte einen Großteil seines Vermögens testamentarisch diversen sozialen und kirchlichen Einrichtungen, wobei er gleichermaßen die weiße und schwarze Bevölkerung bedachte. Größere Zuwendungen gingen dabei an das im Jahre 1826 errichtete Philadelphia House of Refuge, der heutigen Glen Mills Schools sowie an das Theologische Seminar der Episkopalkirche.
Eine Vielzahl seiner Angestellten bedachte er mit großzügigen lebenslangen Zahlungen.
Bereits im Jahre 1821 ermöglichte er seinem Diener Will (William) Hazard als Dank für seine treuen Dienste ein Leben in Freiheit.
Ein Ölportrait von Frederick Kohne hängt im Verwaltungsgebäude der Glen Mills Schools.
Seine Grabstätte befindet sich auf dem Friedhof „Christ Church buried Ground“, Center City Philadelphia, Pennsylvania, United States.